# Only You (filme)
Only You (bra: Só Você; prt: Só Tu) é um filme estadunidense de 1994, do gênero comédia romântica, dirigido por Norman Jewison.

## Sinopse
Um tábua de Ouija revela a Faith Corvatch o nome do seu verdadeiro amor: Damon Bradley. Anos depois, já adulta e prestes a se casar com um médico, ela descobre, pouco depois de experimentar o seu vestido de noiva, que o homem que tanto procurava é um amigo do seu futuro noivo, e que ele se dirige para Veneza.
Ela decide correr para o aeroporto para tentar encontrá-lo, mas não consegue. Decide pegar o próximo voo para Veneza, desta vez com a ajuda da amiga e cunhada Katherine.
Chegando a Veneza, elas descobrem que o homem acabou de sair do hotel em que se encontrava hospedado, mas deixou para trás um número de telefone de uma loja em Roma, onde alguém o conhece. Chegando à loja, as amigas encontram o dono, Giovani, mas quem conhece Damon é uma empregada da loja, que sabe que este vai jantar em um restaurante em Roma. Depois de mais um desencontro, Faith corre pelas ruas de Roma atrás do homem, mas se encontra com um vendedor de sapatos que diz chamar-se Damon Bradley. No final de uma noite amorosa, o vendedor diz-lhe que o seu nome verdadeiro é Peter Writh e só lhe mentiu porque se apaixonou por ela e não a queria perder da sua vida.
Triste, Faith decide voltar para os Estados Unidos, mas muda de ideia quando Peter lhe diz que descobriu onde se encontra Damon: em Positano, perto de Roma. Eles descobrem, assim que chegam ao hotel, que Damon é na verdade um playboy, mas Peter parece não ter desistido de Faith.

## Elenco
- Marisa Tomei - Faith Corvatch
- Robert Downey Jr. - Peter Wright
- Bonnie Hunt - Kate Corvatch
- Joaquim de Almeida - Giovanni
- Fisher Stevens - Larry Corvatch
- Billy Zane - Damon Bradley (contratado por Peter Wright)/Harry
- Adam LeFevre - Damon Bradley
- John Benjamin Hickey - Dwayne
- Siobhan Fallon Hogan - Leslie
- Antonia Rey - Vidente da bola de cristal
- Phyllis Newman - Mãe de Faith
- Denise Du Maurier - Mãe de Dwayne

## Produção

### Locais de filmagem
Locais de filmagem em Roma incluem a praça na Basílica de Santa Maria em Trastevere, a Ilha Tiberina, na praça com a coluna em frente da Basílica de San Bartolomeo all'isola, a Ponte Fabrício, a nordeste da Ilha Tiberina, Monte Esquilino, a Fonte de Netuno na Piazza Navona, e a fonte no extremo sul da Via del Mascherone, perto da Via Giulia.

## Trilha sonora
A trilha sonora original para Only You foi lançado em 1994 pela Sony Music Distribution. O álbum contém música original de Rachel Portman, música italiana clássica e canções pop de Michael Bolton.
1. "Only You (And You Alone)" por Louis Armstrong (3:12)
2. "Written in the Stars" por Ezio Pinza (1:15)
3. "Some Enchanted Evening" por Ezio Pinza (3:01)
4. "I'm Coming with You" por Peter De Sotto e Quartetto Gelato (2:21)
5. "Venice" por Peter De Sotto e Quartetto Gelato (1:51)
6. "O Sole Mio" por Peter De Sotto and Quartetto Gelato (3:10)
7. "La Traviata: Libiamo Ne' Lieti Calici" por Agnes Baltsa e José Carreras (2:57)
8. "Lost in Tuscany" por Quartetto Gelato (2:29)
9. "Arriving at Damon's Restaurant" por Quartetto Gelato (1:39)
10. "Running After Damon" por Quartetto Gelato (0:58)
11. "Gypsy Blessing" por Quartetto Gelato (3:21)
12. "Positano" por Quartetto Gelato (1:45)
13. "Quartet in B flat major: Rondo, Tempo Di Minuetto" por Quartetto Gelato (4:54)
14. "Do You Love Him?" por Michael Bolton (3:16)
15. "Theme from Only You" por Michael Bolton (3:34)
16. "Once in a Lifetime" por Michael Bolton (5:55)

A seguir música adicional apareceu no filme, mas não aparece no CD da trilha sonora.
1. "On the Beautiful Blue Danube" - Johann Strauss
2. "Swing City" - Richard Iacona
3. "Sloe Gin Fizz" - Richard Iacona
4. "Rondo" by Quartetto Gelato
5. "Hallelujah Chorus" (George Frideric Handel) por Andrew Davis and The Toronto Symphony Orchestra
6. "Amore Contro" por Eros Ramazzotti
7. "Overture From La Forza Del Destino" - Giuseppe Verdi
8. "Livin' in the Streets" por Kirk Whalum
9. "Senza Perderci Di Vista" by Eros Ramazzotti